# Furcht und Elend des Dritten Reiches (1981)
Furcht und Elend des Dritten Reiches ist ein zweiteiliger DDR-Fernsehfilm nach dem gleichnamigen Theaterstück von Bertolt Brecht, der am 13. und 15. September 1981 im DDR-Fernsehen erstmals ausgestrahlt wurde. 2019 erschien er bei Studio Hamburg Enterprises auf DVD.

## Inhalt
Der Text und die Handlung folgen der literarischen Vorlage:
Der Film besteht aus 14 Episoden verschiedener Länge, die keine durchgehende Handlung bilden und in denen Szenen aus dem Alltag in der NS-Diktatur in den Jahren 1933–1938 gezeigt werden. Themen sind etwa die NS-Propaganda, Mangelwirtschaft, die Kriegsvorbereitungen oder die Repressionen gegenüber Juden und Regimegegnern.
Folgende Szenen wurden für den Film ausgewählt:
1. Teil
  - Der Verrat
  - Rechtfindung
  - Die Kiste
  - Die jüdische Frau
  - Arbeitsbeschaffung
  - Der alte Kämpfer
  - Volksbefragung
2. Teil
  - Zwei Bäcker
  - Der Spitzel
  - Die Stunde des Arbeiters
  - Der Entlassene
  - Das Mahnwort
  - Winterhilfe
  - Bergpredigt

Bertolt Brechts Tochter, die Schauspielerin Hanne Hiob, führte zusammen mit einem Programmsprecher des DDR-Fernsehens am Anfang beider Teile die Zuschauer in den Film ein und las das Gedicht Die deutsche Heerschau, das auch bei der Theaterinszenierung das Stück eröffnet.